# 배르대

배르대(아제르바이잔어: Bərdə)는 아제르바이잔 중부에 위치한 도시이다. 배르대구의 행정 중심지이며 높이는 76m, 인구는 41,277명(2010년 기준)이다.